# Asthena straminearia
Asthena straminearia är en fjärilsart som beskrevs av John Henry Leech 1897. Asthena straminearia ingår i släktet Asthena och familjen mätare. Inga underarter finns listade i Catalogue of Life.